# Montrouge
Montrouge – miejscowość i gmina we Francji, w regionie Île-de-France, w departamencie Hauts-de-Seine.
Według danych na rok 2012 gminę zamieszkiwało 48 909  osób, a gęstość zaludnienia wynosiła 23 628 osób/km². Wśród 1287 gmin regionu Île-de-France Montrouge plasuje się na 861. miejscu pod względem powierzchni.